# Підгірці (Обухівський район)
Підгі́рці — село в Україні, в Обухівському районі Київської області. Населення становить 485 осіб.

## Географія
Розташоване за 23 км від районного центру м. Обухів та за 25 км від обласного центру — м. Київ.
Відстань до найближчої залізничної станції — ст. Підгірці — 3 км. Територія населеного пункту межує з трасою міжнародного значення.

## Історія
У давнину поселення знаходилося на горах, та з часом воно переселилося вниз, під гору, звідки і його назва — Підгірці. Над селом височіють гори: Круча, Ткачів горб, Високий горб, Винниця.
Біля Підгірців у 1950 р. виявлено поселення трипільської археологічної культури (3 тис. до н.е.), доби пізньої бронзи (2 тис. до н.е.), поселення і скарб бронзових речей передскитського часу (ІХ-VIII ст. до н.е.). В урочищах Обірок і Човник досліджено скарб бронзових прикрас, поховання, а також поселення із залишками жител та бронзової майстерні ранньої залізної доби (V ст. до н.е.), яке дало назву археологічній підгірцівській культурі. На горі Винниці зберігаються залишки курганів скіфського часу, що мають спільну назву — Гострі Могили.
Перші згадки про село відносяться до XVI ст. У своєму заповіті Семен Мелешкович роздав свої маєтки, у т.ч. і Підгірці, різним монастирям. До того часу село належало київському зем'янинові, пану Богуфалу Михайловичу Павші — підсудкові київському, який заклав село Мелешковичу за позичені гроші. Мелешкович у 1563 р. заповів Підгірці Микільському монастиреві з правом викупу Павшею. У 1629 р. село, маючи 31 двір, належало Печерському панненському (дівочому) монастиреві.
22 грудня 1648 р. універсал Богдана Хмельницького вимагав від підгірцівських селян бути “в послушенстві” ігумені Києво-Печерського дівочого монастиря Магдалини Біленької. Належність Підгірців Свято-Вознесенському Фролівському монастиреві універсалом 3 лютого 1680 р. підтвердив гетьман Юрій Хмельницький. Цю належність підтверджували також надані царями Іваном Олексійовичем і Петром Олексійовичем, царівною Софією Олексіївною грамоти (1690 р.). У 1729 р. Фролівський Києво-Подільський монастир мав у Підгірцях 52 двори.
У 1742 р. збудовано Свято-Михайлівську церкву, що збереглася до наших днів і є архітектурною пам’яткою XVIII ст.
У XVIII ст. Підгірці носили статус містечка. 4 січня 1806 р. Київська казенна палата представила титулярному радникові Гудимі села Підгірці та Мархалівку “в питейний откуп”.
1900-го року в Підгірцях знаходилося 372 двори, в яких мешкало 1980 жителів. Місцеві селяни займалися хліборобством, а дехто з них відправлявся на заробітки до Києва. Земля (2180 десятин) належала селянам. У Підгірцях працювали: православна церква, однокласна парафіяльна школа, 27 вітряків місцевих селян.
Під час Української революції 1917-1921 рр., у 1919 р., місцеве населення підтримувало повстанський рух селян Київщини, очолюваний отаманом Зеленим.
У 1923 р. село ввійшло до складу Обухівського району Київської округи Київської губернії.
У 1930-х роках село понесло багато втрат під час колективізації, Голодомору, репресій. Великих збитків і людських втрат зазнали Підгірці під час Другої світової війни.
Від 1986 року неподалік села розташовано полігон № 5 для твердих побутових відходів, на якому ВАТ «Київспецтранс» заховує понад половину твердих відходів міста Києва.
У 2007 у селі на кошти міста Києва збудовано нову школу.

## Населення

### Мова
Розподіл населення за рідною мовою за даними перепису 2001 року:
| Мова            | Кількість | Відсоток |
| --------------- | --------- | -------- |
| українська      | 441       | 90.93%   |
| російська       | 42        | 8.25%    |
| румунська       | 1         | 0.41%    |
| інші/не вказали | 1         | 0.41%    |
| Усього          | 485       | 100%     |

## Економіка
На території сільської ради розташовані 52 садових товариств, здійснює сільськогосподарську діяльність ТОВ «Укрземком», працюють 12 магазинів.
Здійснюють підприємницьку діяльність ПАТ «Київспецтранс» (полігон №5 ТПВ м. Києва), Креничанський глиняний кар’єр, ТОВ «НВК Телеоптик», ТОВ НВФ «Практика ЛТД», МПП «Свій дім», ТОВ «Екомат», ТОВ «Компанія Ніколсан», ТОВ «Оріон-Агро», ТОВ «Ілта», ДП «Інвест-Обухів», ТОВ «Торг-Сервіс М» та інші фізичні особи-підприємці, суб’єкти підприємницької діяльності — більше 30.
Діє численна кількість підприємств громадського харчування — ресторани, кафе-бари, ресторанно-готельні комплекси.
Організовані місця відпочинку біля штучних та природних водоймищ, одним з відомих є «Голубе озеро».
Розміщені та діють АТС — 1, СТО — 2, автозаправки — 5, газові заправки — 1.

## Пам'ятки
У селі розташована дерев'яна Свято-Михайлівська церква зведена 1742 року, відреставрована 2008 року. Поруч із церквою у 19 столітті було добудовано дзвіницю.

## Світлини

Михайлівська церква та дзвіниця
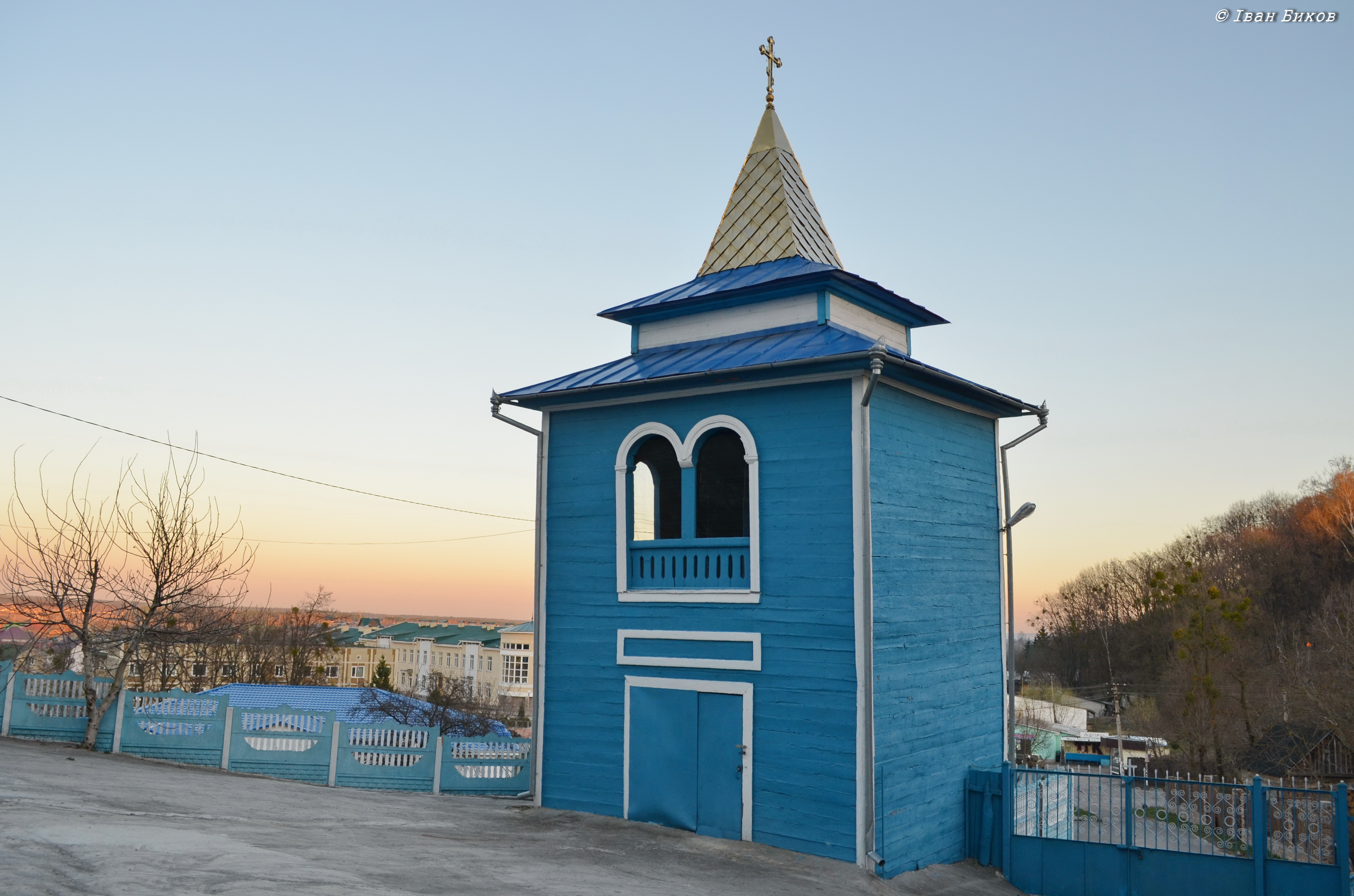
Підгірці. Дзвіниця Миколаївської церкви. Сер. 19 ст.
Школа
Підгірцівська сільська рада
Пам'яті воїнам ДСВ
Пам'ятник загиблим під час грози
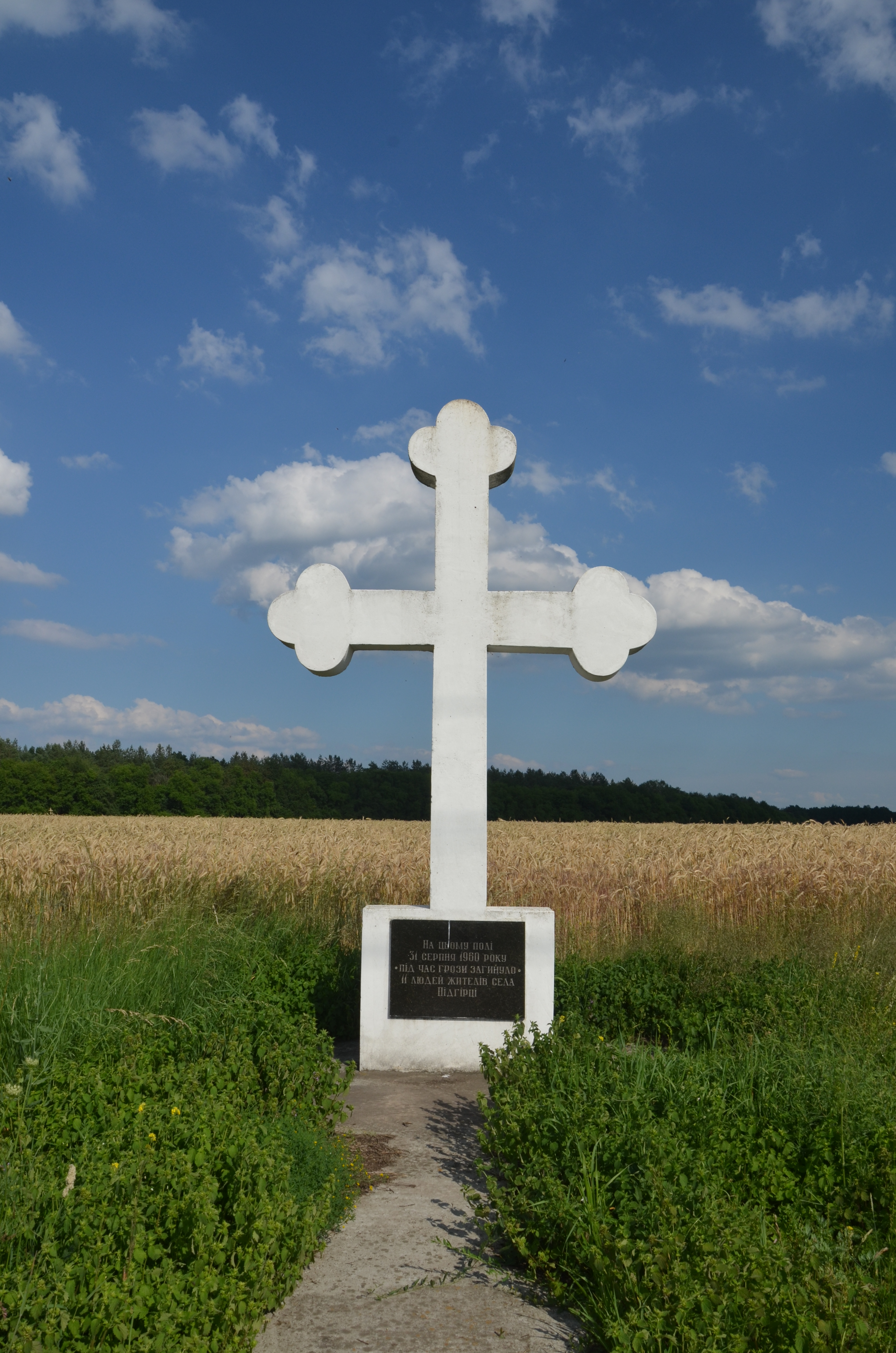
Пам'ятник серед поля загиблим під час грози жителям села Підгірці
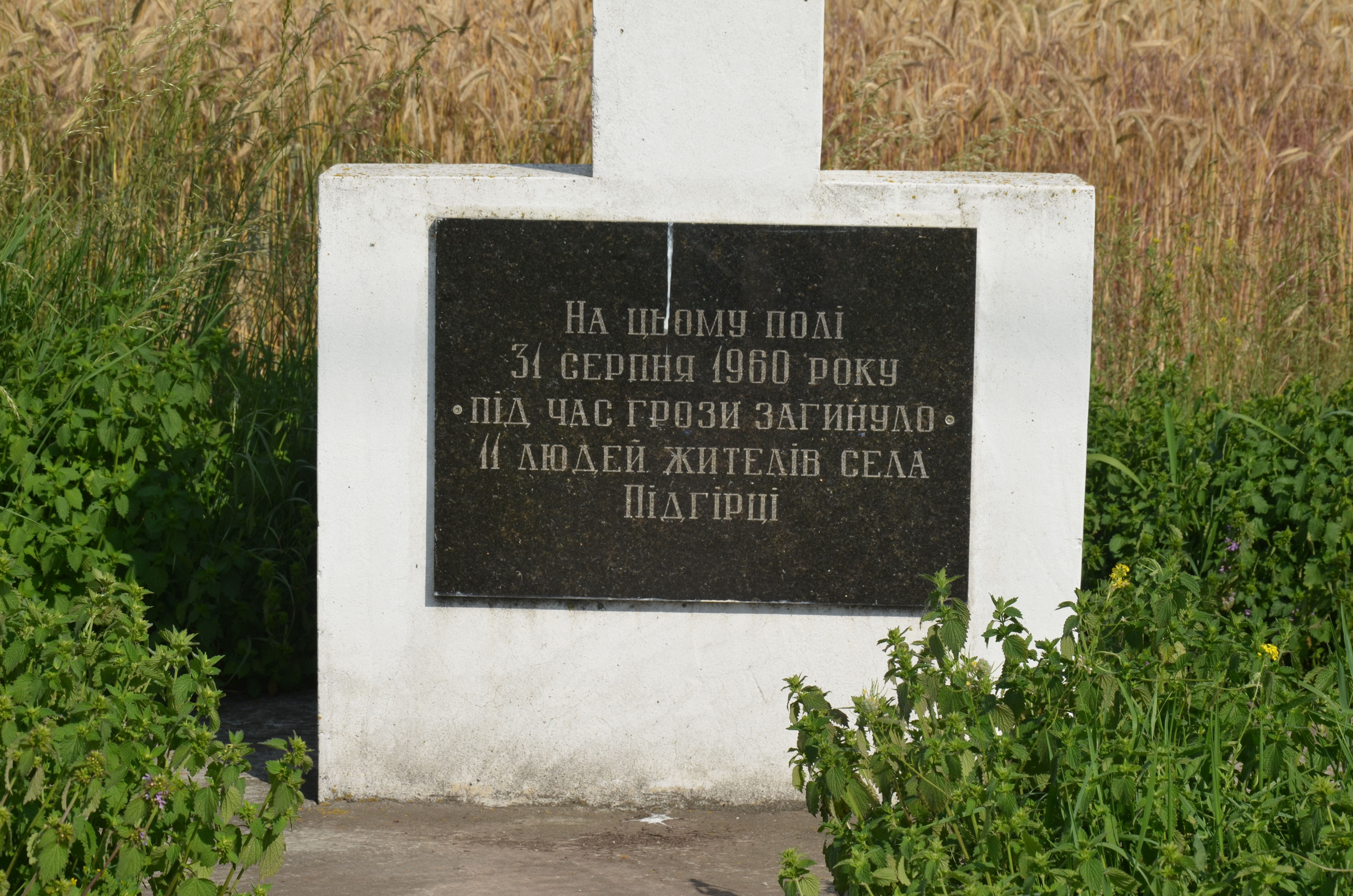
Пам'ятник серед поля загиблим під час грози жителям села Підгірці
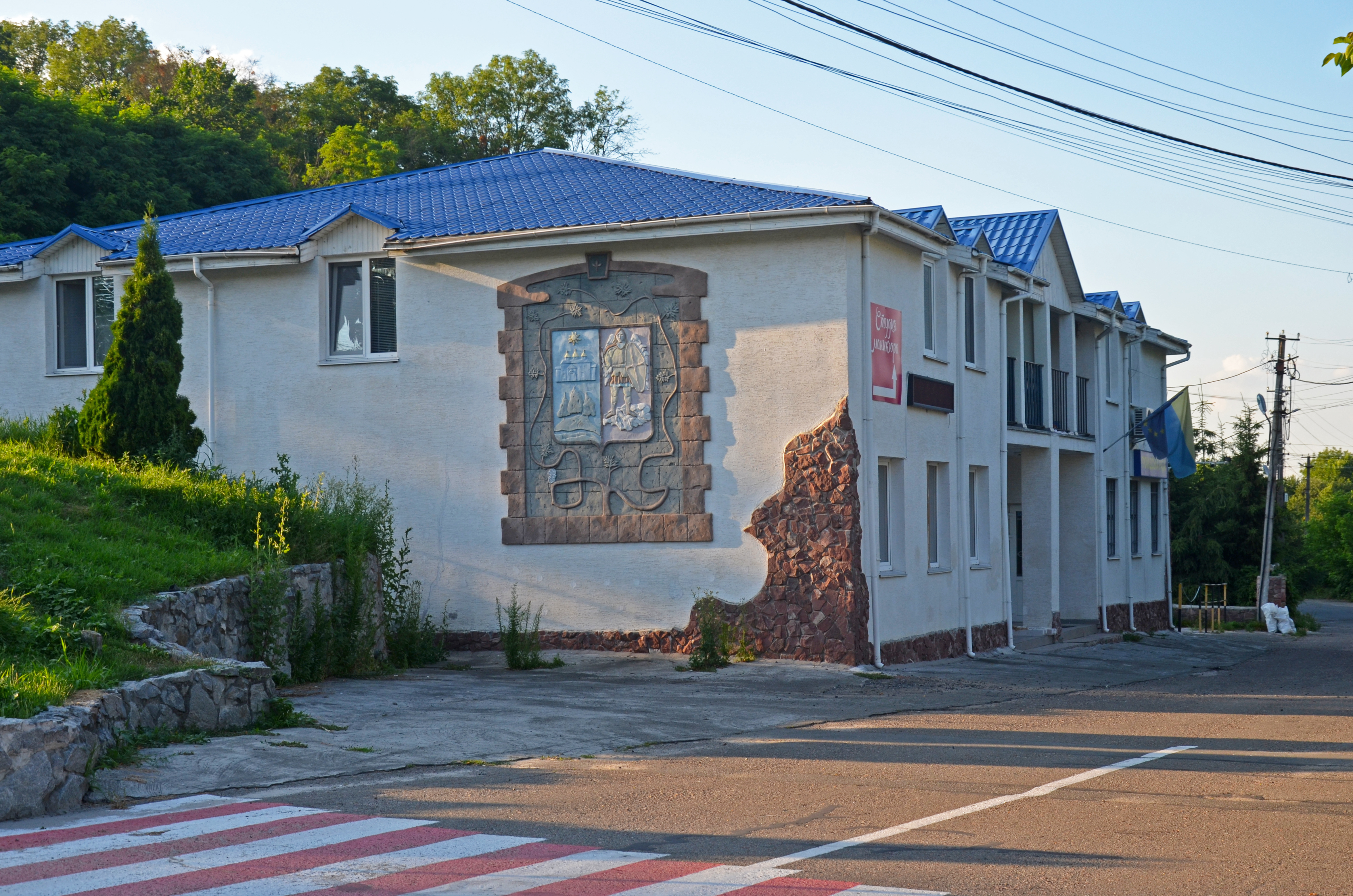
Герб села
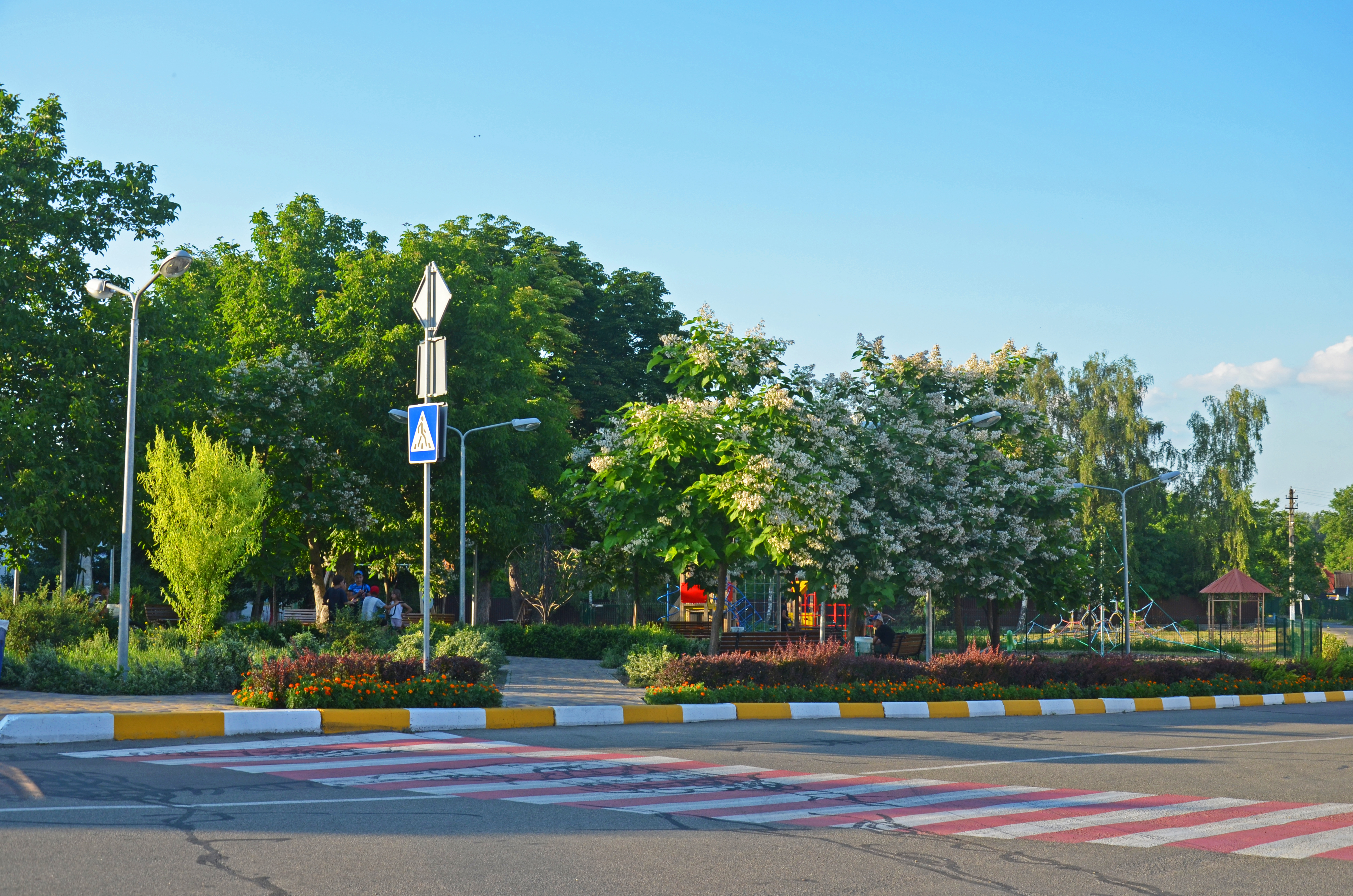
Сквер в центрі села
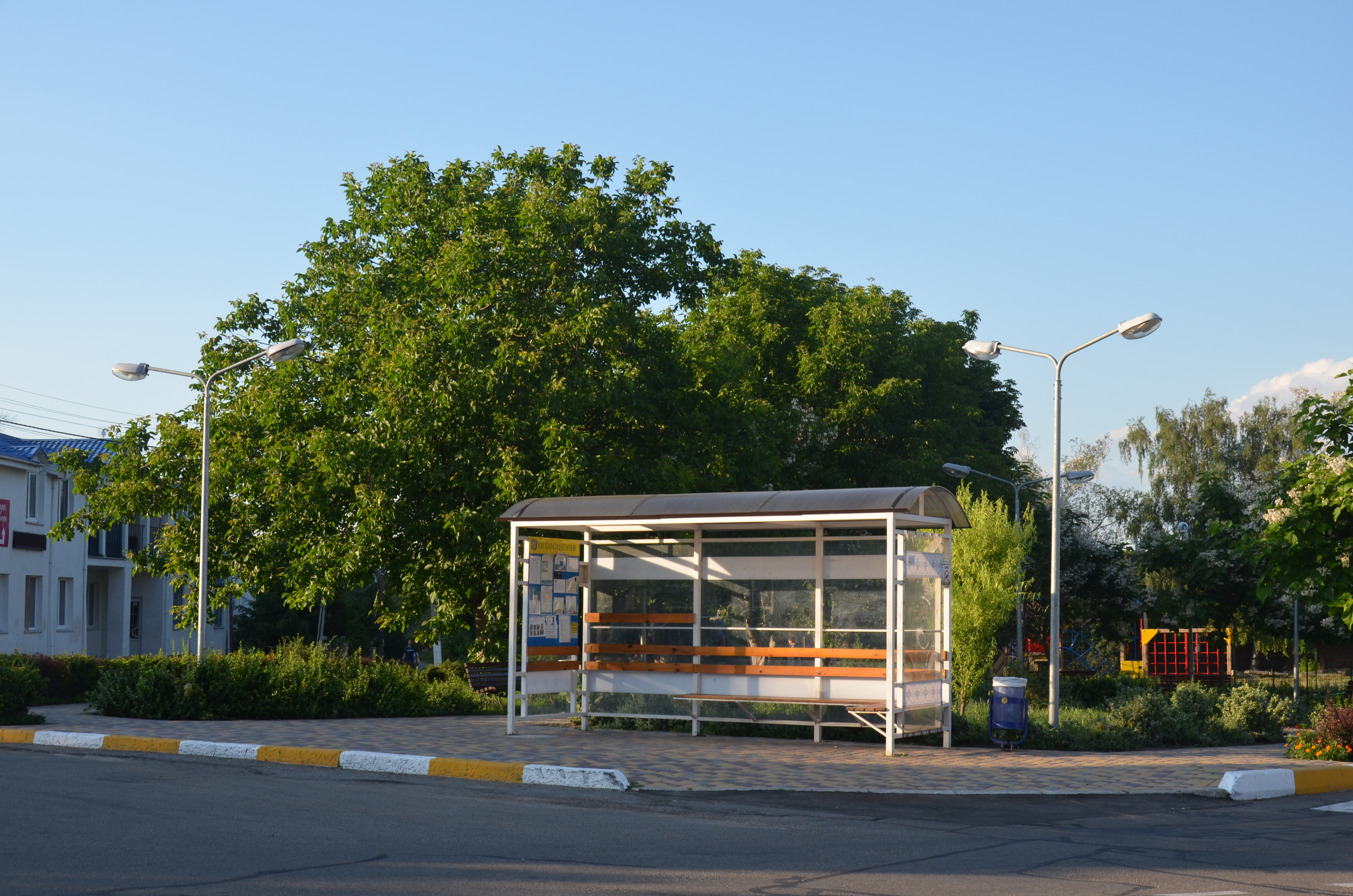
Зупинка маршрутних таксі "Підгірці"